# Glee: The Music, Volume 6
Glee: The Music, Volume 6 è un album di colonna sonora pubblicato dal cast della serie TV musicale statunitense Glee.
Il disco, uscito nel maggio 2011, rappresenta la sesta e ultima pubblicazione relativa alla seconda stagione della serie.

## Tracce
Accanto ai titoli sono riportati gli interpreti/le produzioni di cui è stata eseguita la cover.
1. Adele – Turning Tables (feat. Gwyneth Paltrow) – 4:06
2. West Side Story / TLC – I Feel Pretty / Unpretty – 3:59
3. Sunset Boulevard – As If We Never Said Goodbye – 4:54
4. Lady Gaga – Born This Way – 4:06
5. Fleetwood Mac – Dreams (feat. Kristin Chenoweth) – 4:16
6. Fleetwood Mac – Songbird – 3:18
7. Fleetwood Mac – Go Your Own Way – 3:41
8. Fleetwood Mac – Don't Stop – 3:17
9. Adele – Rolling in the Deep (feat. Jonathan Groff) – 3:24
10. Stevie Wonder – Is'nt She Lovely – 1:38
11. ABBA – Dancing Queen – 3:39
12. Otis Redding – Try a Little Tenderness – 4:01
13. Funny Girl – My Man – 2:15
14. Willy Wonka e la fabbrica di cioccolato – Pure Imagination – 3:18
15. Lilli e il vagabondo – Bella Notte – 2:31
16. brano originale – As Long as You're There (feat. Charice) – 4:16
17. brano originale – Pretending – 3:57
18. brano originale – Light Up the World – 3:43

## Formazione
- Dianna Agron
- Nikki Anders
- Kala Balch
- Shoshana Bean
- Ravaughn Brown
- Charice
- Kristin Chenoweth
- Chris Colfer
- Kamari Copeland
- Darren Criss
- Jonathan Groff
- Storm Lee
- Andrew Lloyd Webber
- David Loucks
- Jane Lynch
- Jayma Mays
- Kevin McHale
- Lea Michele
- Cory Monteith
- Heather Morris
- Matthew Morrison
- Jeanette Olsson
- Chord Overstreet
- Gwyneth Paltrow
- Amber Riley
- Naya Rivera
- Mark Salling
- Drew Ryan Scott
- Onitsha Shaw
- Jenna Ushkowitz
- Windy Wagner